# Mujakići
Mujakići falu Bosznia-Hercegovinában, a Bosznia-hercegovinai Föderáció Una-Szanai kantonjában.

## Fekvése
Bosznia-Hercegovina északnyugati részén, Bihácstól légvonalban 27, közúton 45 km-re északra, Cazin központjától légvonalban 12, közúton 21 km-re észak-északnyugatra levő erdős, dombos vidéken fekszik. 

## Népessége
| Nemzetiségi csoport | Népesség 1991 | Népesség 2013 |
| ------------------- | ------------- | ------------- |
| Szerb               | 0             | 0             |
| Bosnyák             | 295           | 177           |
| Horvát              | 0             | 0             |
| Jugoszláv           | 0             | 0             |
| Egyéb               | 1             | 34            |
| Összesen            | 296           | 211           |

## Története
Nevét a Mujakić családról kapta, mely ma is nagy számban él a településen. A falu muszlim közössége a pećigradi gyülekezethez tartozik. A mecset is ott áll, a faluban csak egy kis imaház található.